# 美普思科技
美普思科技有限公司（英語：MIPS Technologies, Inc.， NASDAQ：MIPS） 是一家CPU生產商，主要研發MIPS架構的處理器。總部位于美國。
MIPS自己只进行CPU的設計，之後把設計方案授權給客戶，使得客戶能够製造出高性能的CPU。

## 產品
- MIPS® 核心
  - 32位元及64位元CPU
- MIPS® 架構
- 軟體工具
- 訓練課程

## 歷史
- 1984年，由史丹福大學教授約翰·軒尼詩與他的團隊一同創立。
- 1992年，MIPS科技有限公司成立。
- 1998年，MIPS公司股票在美國納斯達克股票交易所公開上市。
- 2007年8月16日，MIPS公司宣佈，中国科学院计算技术研究所的龙芯中央处理器获得其处理器IP的全部专利和总线、指令集授权。
- 2007年12月20日，MIPS公司宣佈，揚智科技已取得其針對先進多媒體所設計的可定製化系統單晶片（SoC）核心「MIPS32 24KEc Pro」授權。
- 2012年11月5日，MIPS公司宣布，向AST出售498项专利后，被Imagination Technologies并购[1]。
- 2018年6月，美國矽谷新創AI晶片公司Wave Computing宣佈完成收購MIPS公司股權，MIPS公司維持獨立運作，並預計開源MIPS架構。[2]。
- 2019年5月，Wave Computing聲請破產保護，MIPS公司運作不受影響。[3]。

## 外部連結
- MIPS Technologies美國官方網站
- MIPS Technologies台灣官方網站
- MIPS科技中國官方網站 （页面存档备份，存于）

37°25′12″N 122°04′22″W / 37.4201°N 122.0728°W